# مورتون باهر
مورتون باهر (بالإنجليزية: Morton Bahr)‏ هو نقابي أمريكي، ولد في 18 يوليو 1926، وتوفي في 30 يوليو 2019 بسبب سرطان البنكرياس.